# Nubank
Nu es un neobanco del Brasil con sede en la ciudad de São Paulo, donde es conocido como Nubank. Fundado en 2013, Nubank tiene operaciones comerciales en Argentina, Colombia y México, una oficina de ingeniería en Berlín, Alemania y un tech hub en Buenos Aires. Está considerado como el banco digital más grande del mundo fuera de Asia y es una de las empresas tecnofinanciera más grandes en América Latina. En 2019 fue reconocida como una de las empresas más innovadoras del mundo por la revista estadounidense Fast Company.
La empresa fue fundada por el ingeniero colombiano David Vélez, quien convocó a sus socios, la ingeniera brasileña Cristina Junqueira y el experto informático estadounidense Edward Wible, que en ese momento vivía en Buenos Aires. Los inversionistas iniciales fueron Sequoia Capital, “el fondo de capital de riesgo más mítico de Silicon Valley”, y Kaszek Ventures, el fondo de inversión más grande de América Latina, con un millón de dólares cada uno.
En seis años, Nubank se convirtió en el sexto banco más grande de Brasil, ubicándose entre los primeros cinco emisores de tarjetas de crédito y alcanzando la marca de 20 millones de clientes a principios de 2020. Entre mediados de 2018 y fines de 2019 –según un estudio de Apptopia– su app fue descargada más veces que los tres neobancos más importantes de Europa tomados en conjunto. “Nubank –dijo la investigación– tiene la mayor base de usuarios a nivel global”.

## Historia
Nu o Nubank fue fundado el 6 de mayo de 2013 en Brasil por David Vélez, Cristina Junqueira y Edward Wible. Su nombre, Nu, parte de la raíz latina nudus y evoca “estar desnudo”, aunque también remite a new, en inglés, algo novedoso y disruptivo.
El trío fundador y un grupo de ingenieros comenzaron a trabajar en una casa pequeña ubicada en el vecindario de Brooklin, en São Paulo, en la calle California, lo que -confesaron entonces- les daba confianza y un cierto aura de vanguardia tecnológica, como si estuviesen de algún modo cerca de Silicon Valley, California, cuna de los emprendimientos techie.
En 2014, Nubank lanzó su primer producto financiero en Brasil: una tarjeta de crédito internacional respaldada por Mastercard sin tarifas ni comisiones de anualidad, administrada por completo a través de una aplicación móvil. La primera transacción con una tarjeta de crédito Nubank se realizó el 1 de abril de 2014. En septiembre del mismo año, la tarjeta fue lanzada al público en general.
En 2015, la empresa se mudó a una oficina de tres pisos en la Avenida Brigadeiro Luis Antônio, para luego terminar, en enero de 2016, en su sede actual, la esquina de Rua Capote Valente y Avenida Rebouças, en el barrio paulistano de Pinheiros. La arquitectura cubicular de fachada amarilla y negra, con ocho pisos, fue ideada por el estudio Dal Pian Arquitetos. “Situado en una parcela de conformación cuadrada -dice el proyecto-, el edificio se concibe como un volumen de cubo único perforado internamente por un vacío continuo que aporta luz y ventilación al interior".
En noviembre de 2016, Nubank permitió a los usuarios pagar por adelantado las compras a plazos, generando un descuento para quienes usan esa modalidad. La función, inicialmente puesta a disposición de los usuarios del sistema Android, fue la primera que existió entre las tarjetas de crédito brasileñas. En una video institucional, los números de 2016 de la compañía fueron los siguientes: 
- +8,000,000 solicitudes de tarjetas;
- 130,000 toneladas de papel ahorradas, es decir, 1,389,051 árboles sin talar gracias al uso exclusivo de plataformas digitales;
- 1,500,000 líneas de código elaboradas para la constante mejora de sus sistemas
- R$ 637,409,348 (cerca de UD$ 185 millones de dólares, calculados al tipo de cambio de la época) se ahorraron los clientes en tarifas de anualidades, al no tener que pagarlas.

En junio de 2017, Nubank lanzó su cuenta digital, NuConta, y en agosto su programa de fidelización, Nubank Rewards. Los puntos del programa -que nunca caducan- pueden canjearse por un catálogo de productos o descuentos en servicios, viajes y entretenimiento. Los clientes pueden probar el programa de forma gratuita durante 30 días, después de lo cual se les cobrará una tarifa para seguir utilizándolo.
Dos meses después, Nubank coronó el año con la apertura de su oficina en Berlín, Alemania, con un equipo de ingeniería de datos.
En febrero de 2018, con la recolección de financiamiento de su Serie E, Nubank se convirtió en una compañía digital unicornio, al llegar a una valoración de US $ 1 mil millones. En mayo de ese año, se cambió el diseño de la app y el lanzamiento de la primera campaña publicitaria “O novo sempre vem” (“Lo nuevo siempre llega”). En junio, NuConta ya estaba disponible para clientes en todo Brasil. En octubre, inauguró su segundo edificio de catorce pisos, en diagonal a la sede de la calle Capote Valente. La compañía entonces contaba con unos mil empleados o Nubankers. A finales de 2018, Nubank comenzó a ofrecer la función de débito a clientes de NuConta.
A principios de 2019, Nubank comenzó a hacer préstamos personales con algunos de sus usuarios de cuentas digitales. Quizá, más relevante aún -en cuanto a su misión de democratizar el sistema financiera brasileño-, la empresa llegó a tener clientes en el cien por ciento de los municipios brasileños, es decir las 5564 ciudades distribuidas en un territorio de 8.5 millones de km², el sexto país más grande del globo terráqueo. Según la compañía, el 20% de quienes accedieron a un tarjeta de crédito en Brasil nunca habían tenido una tarjeta.
Actualmente, Nubank  es uno de los principales emisores de tarjetas de crédito, ocupando una posición entre los primeros cinco bancos brasileños. 36 millones de personas solicitaron acceder a la tarjeta entre 2014 y comienzos de 2020. Cerca del 70% de los clientes de Nubank tiene menos de 36 años.
En mayo de 2022, Nubank llegó a la Bolsa de Valores de Colombia. Hasta el 17 de junio, había movido más de $14,202 millones.

## Inversionistas
La inversión inicial de Nubank la hicieron sus tres fundadores. La empresa recibió la primera ronda de inversión de capital extranjero en 2014. En los primeros dos años de existencia, recaudó 600 millones de reales brasileños. 
En total, Nu ha organizado ocho rondas de inversión, traducidos en grandes aportes de capital, en los que participaron algunos de los fondos de inversión y empresas de venture capital más importantes del mundo, como Sequoia Capital, Founders Fund, Kaszek Ventures, Tiger Global Management, Goldman Sachs, QED Investors, DST Global y la empresa china Tencent, dueña de la aplicación WeChat -la más famosa de su país- cuya inversión en Nubank registró su primera apuesta en Brasil.

## Productos
- Tarjeta de crédito.[27] Una tarjeta de crédito internacional respaldada por Mastercard sin tarifas ni comisiones de anualidad, administrada por completo a través de una aplicación móvil. Al ser de color morado, en Brasil se la conoce popularmente como roxinho, o morado en portugués. Fue usada por primera vez en Brasil en abril de 2014. Si bien en 2019 en México se anunció la tarjeta de crédito como el primer producto para ese mercado mediante una lista de espera, Nu México lanzó la tarjeta morada en marzo de 2020.
- NubankRewards.[28] NuRewards nació en Brasil en agosto de 2017 como un programa de recompensas con puntos que no expiran nunca. Permite la libertad de escoger la línea aérea que el cliente desee; canjear vuelos y alojamientos comprados en cualquier sitio web; pagar en restaurantes, tiendas adheridas, deliveries o empresas de transporte. Cada $1 (un real brasileño) gastado en compras con la tarjeta de crédito Nu equivale a un punto acumulado en Nubank Rewards, y puede ser intercambiado instantáneamente desde la app. Es un servicio optativo para los clientes de la tarjeta.
- NuConta.[29] NuConta nació en Brasil en octubre de 2017 como una cuenta digital de ahorro que permite hacer transferencias gratuitas e ilimitadas, con portabilidad del salario -es decir, que el cliente puede recibirlo en la cuenta sin tener que acercarse a una sucursal bancaria-, cobrar cualquier cantidad de dinero y hacer pagos directos desde la app. En Brasil, NuConta registró 12 millones de clientes en enero de 2020.
- PJ.[30] PJ nació en Brasil en agosto de 2019 como la cuenta de banco digital diseñada para pequeñas empresas, emprendedores y freelancers. Aún está en proceso de testeo, por lo que la empresa abrió un canal de “Sugerencias” para que los clientes potenciales comentaran sobre sus problemáticas y necesidades. En principio, la demanda más solicitada fue la de poder contar con un boleto de cobrança (factura de cobro).[31]
- Créditos personales.[32] Empréstimo pessoal -en portugués- nació en Brasil en 2019 para proporcionar un préstamo “sin asteriscos, tarifas ocultas o bromas pesadas”.[33] El servicio permite ver y administrar los pagos desde la app y, al adelantar las cuotas, ofrece un descuento proporcional. Durante ese año, Nubank realizó un testing con 2 millones de clientes (de la cuenta digital y la tarjeta de crédito) que estaban pre-calificados para acceder al servicio.

## Expansión
En mayo de 2019, la compañía anunció que comenzaría a operar en México a través de una subsidiaria llamada Nu. Esta es tanto la primera escala de Nubank en América Latina, como la primera vez que ofrece productos y servicios fuera de Brasil. En febrero de 2020 preparó el lanzamiento de la tarjeta de crédito morada, el famoso roxinho de Brasil. Desde febrero de 2020, sus oficinas están situadas en el edificio Masaryk Polanco I, en la Ciudad de México.
En junio de 2019, Nubank abrió una oficina en la Ciudad Autónoma de Buenos Aires, Argentina. Se trata de Nu Argentina, un tech hub con más de cincuenta empleados.Para marzo de 2020 fijó sus oficinas en un piso entero del Centro Empresarial Libertador. 
En enero de 2020, Nubank adquirió Plataformatec, una compañía especializada en ingeniería de software y metodologías ágiles, continuando así su expansión internacional y tecnológica. De esta manera, incluyó al equipo original de 50 desarrolladores de Platformatec, que Nubank considera como un equipo de alta calidad.

## Premios
2015
- Empresa más innovadora (Latam Founders).[39]
- App más innovadora (App Store).[40]

2016
- Marketers that Matter (Sage Group, Silicon Valley).[41]
- Mejor Empresa B2C (Latam Founders)
- Interbrand Breakthrough Report: inclusión de Nubank en el rubro Finanzas (Interbrand, en conjunto con New York Stock Exchange, Ready Set Rocket y Facebook).
- Una de las Mejores Empresas para Trabajar en Brasil (Great Place to Work)

2017
- Mejor Tarjeta de Crédito según los clientes (estudio de CVA Solutions)
- Mejor Empresa B2C -por segundo año consecutivo- (Latam Founders).[39]

2018
- Empresa más deseada para trabajar en Brasil (LinkedIn Top Startups).[42]
- Unboxing más grande del mundo (Libro Guinness de los Récords).[43]

2019
- Empresa más innovadora de América Latina (Fast Company).[44]
- Mejor Banco de Brasil (Forbes).[45]
- Mejor Tarjeta de Crédito (investigación de CardMonitor).[46]

## Unicornio
En enero de 2020, la revista especializada Fintech Magazine, eligió a Nubank como una de las “10 Top Fintech Unicorns” del mundo. El término unicornio -para describir startups financieras valuadas en más de mil millones de dólares (UD$)- se acuñó por primera vez el mismo año en que Nubank nació: 2013. Mucho menos existía en América Latina el universo de las fintechs, que fue un término creado en los años 80 pero popularizado recién luego de la crisis financiera de 2007/8.
De modo que la llegada de capitales extranjeros a Brasil desde ambas puntas del continente americano  creó un flujo de inversiones hasta entonces inédito para América Latina. 
El segundo cuarto de 2019 mostró esa explosión de inversiones en fintechs: con veintitrés contratos valuados en UD$ 481 millones, “América Latina se convirtió en una de las regiones de más rápido crecimiento para el financiamiento fintech”. En el trimestre siguiente, eso se duplicó cuando Nubank, a través de una nueva ronda de inversión, por sí solo “levantó” U$S 400 millones entre siete inversionistas globales.
La influencia fintech creció notablemente a lo largo del continente americano. En Argentina, donde hacia fines de 2019 había 223 fintechs, se dijo que “el 83% de las instituciones financieras espera ampliar sus asociaciones con las FinTech [sic] y el 78% incrementará sus esfuerzos internos para innovar” en 2020. A comienzos de 2019, en Colombia había 180 startup fintechs y, a mediados de ese año, en México había 394. El crecimiento de las fintechs en Brasil fue exponencial: pasó de tener 120 en 2015 a 480 en 2018. 
Nubank fue una de las primeras en iniciar “la ola” de fintech startups en América Latina. 